# Шемьи-Заде, Эшреф Абдураманович
Эшре́ф Абдурама́нович Шемьи́-Заде́ (крымскотат. Eşref Abduraman oğlu Şemi-zade, Эшреф Абдураман огълу Шемьи-заде; 8 (21) июня 1908, Евпатория — 11 марта 1978, Москва) — крымскотатарский советский поэт, переводчик, литературный критик, литературовед, публицист и общественный деятель. Заслуженный работник культуры Узбекской ССР (1968).

## Биография

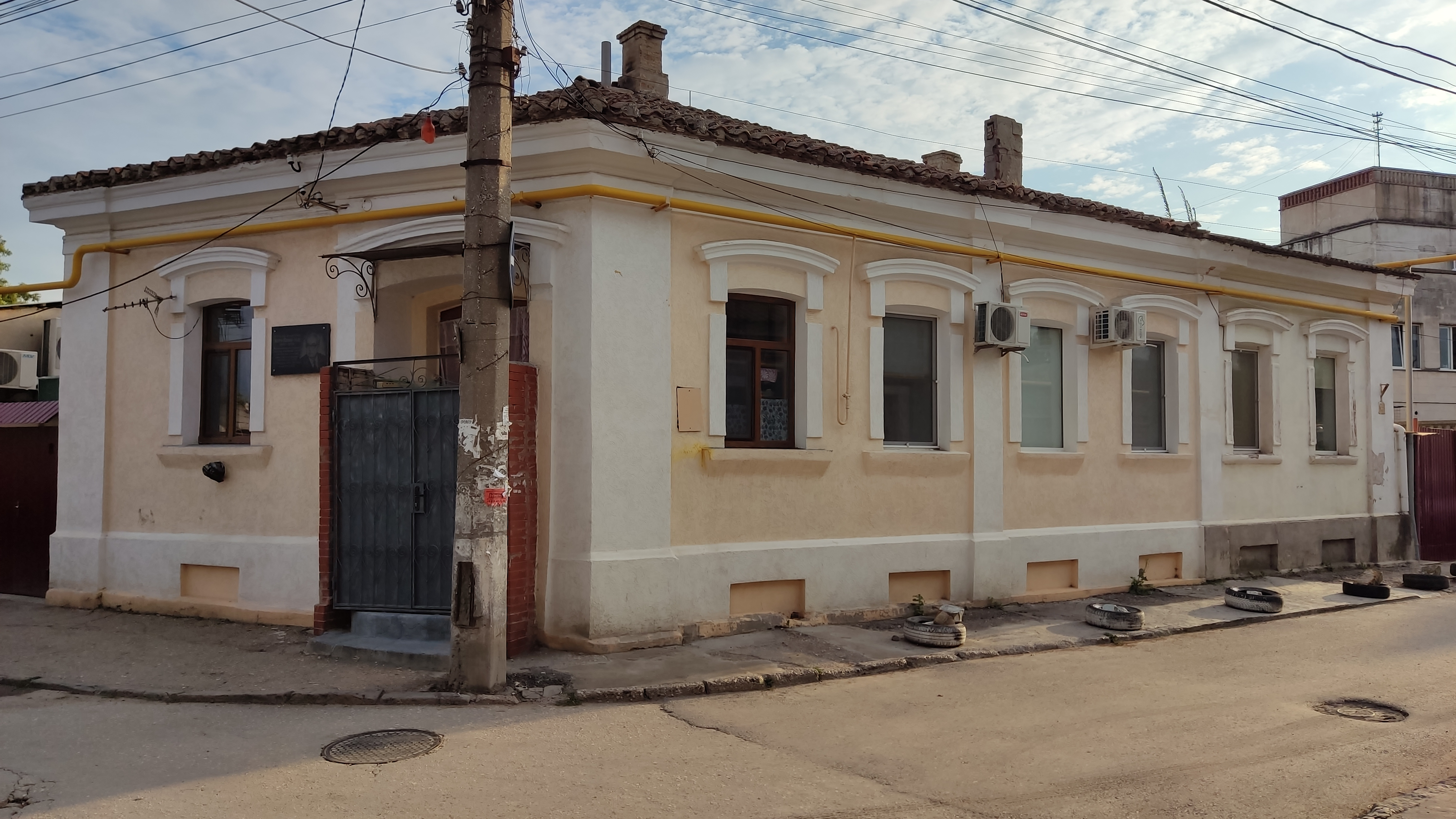
Дом в Евпатории, где родился и жил писатель (ул. Металлистов, 29)

Сын учителя. В 1927 году стал ответственным секретарём, затем редактором молодёжного журнала «Козь айдын» («Радостная весть»), в том же году назначен учёным секретарём комиссии по переходу крымскотатарской письменности с арабского алфавита на латинский.
С 1928 года — член Крымского отделения Российской ассоциации пролетарских писателей (РАПП).
С 1930 по 1932 год обучался в Москве на литературно-сценарном факультете Государственного института кинематографии (ныне ВГИК).
С 1933 по 1941 год проживал в Доме в память 1905 года.
В 1934 году был делегатом Первого съезда писателей СССР и в том же году — одним из первых членов Союза писателей СССР. Тогда же избирается членом Президиума и секретарём только что созданного Союза писателей Крыма.
Неоднократно встречался с М. Горьким, В. Маяковским, К. Чуковским, С. Маршаком и другими видными деятелями литературы и искусства СССР.
В предвоенные годы и после Великой Отечественной войны в годы депортации Э. Шемьи-Заде неоднократно подвергался арестам, преследованиям, репрессиям со стороны властей, около 8 лет провёл в тюрьмах и ГУЛАГе.
Похоронен на мусульманском кладбище в селе Долинное Кировского района (Крыма). В 2015 году вместе с сыном Вильданом перезахоронен на мусульманском участке симферопольского кладбища «Абдал».

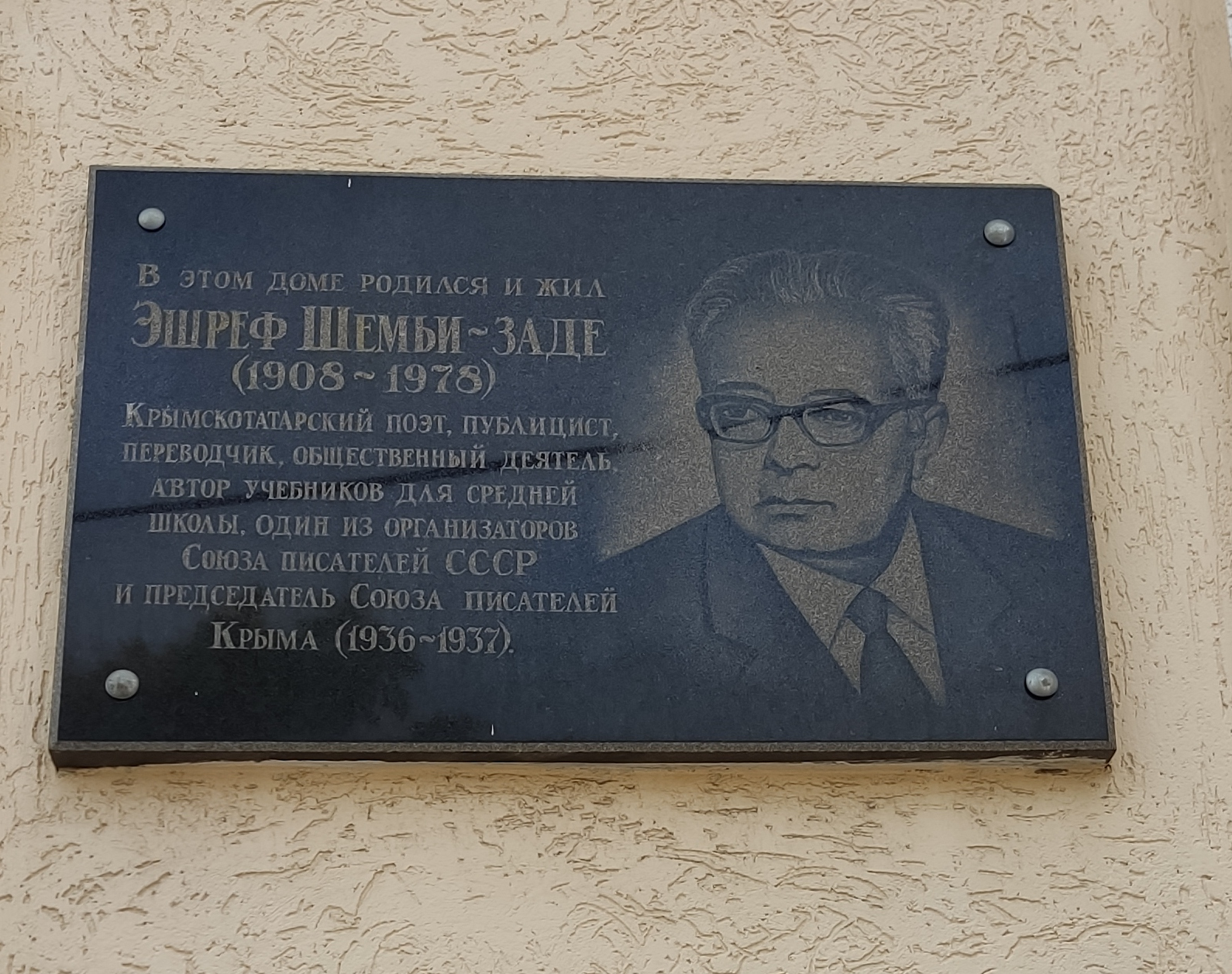
Меморильная доска на доме, где родился и жил Шемьи-Заде

В 2007 году в Евпатории на доме, где жил Э. Шемьи-заде открыта мемориальная доска. Музей имени Эшрефа Шемьи-Заде функционирует с 2010 года при Льговской общеобразовательной школе (Кировский район, Крым).

## Семья
- Жена — Саиде[тат.] (1912—2013), общественный деятель, литератор, дочь Али Боданинского. Сыновья:

- Айдын Шемьи-Заде (1933—2020) — доктор физико-математических наук, профессор, также известен как писатель.
- Вильдан Шемьи-Заде (1946—2002) — физик, юрист.

## Творчество
В 1923 году вышло первое стихотворение молодого пера «Летний вечер в степи». В январе 1925 года, слушатель крымской республиканской Совпартшколы Эшреф Шемьи-заде написал стихотворение «Ленину», посвящённое первой годовщине со дня смерти вождя. Печатался с 1926.
Автор поэмы «Днепрельстан» (1930), посвящённой строителям Днепрогэса, сборников лирических стихов и поэм «Свирель» (1965), «Орлиный залёт» (1969), лирико-эпической поэмы «Козьяш дивар» («Стена слёз»), которую критики назвали «Энциклопедией крымскотатарского языка».
В 62 томе «Большой Советской Энциклопедии», изданной в 1933 году, в статье, посвящённой поэту, подчеркивалось: 

«…Стихи Шемьи-заде последних лет (эпопея „Днепрельстан“ и другие), … отличаются лирической напряженностью и художественным мастерством. Деятельность Шемьи-заде имеет огромное значение для развития крымскотатарского языка».
В послевоенном творчестве в высокохудожественной форме писал о бедах, обрушившихся на крымскотатарский народ.
Опубликовал статьи по истории крымскотатарской литературы, издал несколько учебников для средних школ, написал книгу «Жизнь и творчество» (1974). Внёс большой вклад в сохранение и развитие крымскотатарской литературы, особенно литературоведения. Несмотря на гонения, поэт сумел издать ряд стихотворных книг и сборников литературных статей. Впервые он собрал, изучил и опубликовал исследование о жизни и творчестве выдающегося поэта XVII века Ашика Умэра.
За большой вклад в развитие как крымскотатарской, так и узбекской литературы, в 1968 г., Э. Шемьи-заде было присвоено почётное звание «Заслуженного работника культуры Узбекской ССР».
Также, он занимался переводами на крымскотатарский язык произведения В. Шекспира, А. С. Пушкина, М. Лермонтова, А. Мицкевича, Низами, Л. Толстого, Сервантеса, Омара Хайяма, В. В. Маяковского, Е. Есенина, М. Горького, А. Т. Твардовского, Т. Шевченко, Р. Гамзатова и других.
Произведения Эшрефа Шемьи-Заде переведены на многие языки народов СССР.

## Избранные произведения
- «Днепрельстан» (Поэма о Днепрострое. Симферополь, 1935),
- «Къавал» (Ташкент, 1965),
- «Тогъан къая» («Орлиный залет», сборник стихов и поэм, Ташкент, 1969),
- «Дарю вам свои песни» (Переводы произведений народной поэтессы Узбекистана Зульфии. Ташкент, 1972),
- «Омюр ве яратыджылыкъ» («Жизнь и творчество», сборник литературоведческих статей.
- «Свирель», сборник стихов. Ташкент, 1974),
- «Халкъ хызметинде» («На службе народу», сборник литературных и критических статей. Ташкент, 1977),
- «Шиирлер ве поэмалар» («Стихи и поэмы». Ташкент, 1978),
- «Козьяш дивар» («Аслыхан») Поэма-дестан. (Акъмесджит: Тарпан, 2007)
- «Стена слёз», поэма-дестан, Симферополь, 1995).